# モーリス・カンタン・ド・ラ・トゥール
モーリス・カンタン・ド・ラ・トゥール（Maurice Quentin de La Tour, 1704年 - 1788年）は、フランスのロココ期の画家。パステルを使った肖像画家として有名で、国王はじめ、宮廷人、知識人などを描いた。『ポンパドゥール侯爵夫人の肖像』は代表作のひとつ。

## 略歴
エーヌ県のサン＝カンタンに音楽家の息子に生まれた。15歳でパリに出て、フランドル出身の画家、Jacques Spoede の弟子になった。1724年にランス、1725年にイギリスを旅した後、1727年に再びパリに戻り、この頃からパステル画に取組み始めた。
1737年に画家、フランソワ・ブーシェの妻の肖像画をサロン・ド・パリに出展してから、37年の間に150点に達する肖像画を描いた。1746年に王立絵画彫刻アカデミーの会員に選ばれ、フランス王室の宮廷肖像画家として1773年まで働いた。弟子にはジョゼフ・デュクルーがいる。

## 代表作

ポンパドゥール侯爵夫人の肖像（1755）ルーブル美術館所蔵
ジャン＝ジャック・ルソー（1753年）アントワーヌ・ルキュイエ美術館所蔵、サン＝カンタン